# Harold Huth
Pour les articles homonymes, voir Huth.
Harold Huth (né à Huddersfield, Yorkshire en 1892, mort à Londres en 1967) était un acteur, réalisateur et producteur britannique,. Il commença sa carrière d'acteur dans One of the Best en 1928 et enchaîna avec le rôle de Louis Nolan dans Balaclava retraçant la Charge de la brigade légère. Il réalisa son premier film Hell's Cargo en 1939 et se lança dans la production l'année suivante. Il réalisa et produisit un certain nombre de films pendant les vingt années qui suivirent et se retira en 1961.

## Filmographie partielle
Réalisateur
- Hell's Cargo (1939)
- Bulldog Sees It Through (1940)
- East of Piccadilly (1941)
- Breach of Promise (1942)
- They Were Sisters (1945)
- Night Beat (1947)
- My Sister and I (1948)
- Look Before You Love (1948)
- The Hostage (1956)

Acteur
- The Triumph of the Scarlet Pimpernel (1928)
- The Silver King (1929)
- Guilt (1931)
- The Flying Squad (1932)
- Rome Express (1932)
- Aren't We All? (1932)
- Discord (1933)
- My Lucky Star (1933)
- The Ghoul (1933)
- The Camels are Coming (1934)
- Take My Tip (1937)
- This Was Paris (1942)
- Blackmailed (1951)
- Sing Along with Me (1952)

Producteur
- 1940 : Busman's Honeymoon de Arthur B. Woods

## Crédit d'auteurs
- (en) Cet article est partiellement ou en totalité issu de l’article de Wikipédia en anglais intitulé « Harold Huth » (voir la liste des auteurs).